# Naket liv
Naket liv är en diktsamling av Artur Lundkvist utgiven 1929, ett år efter den väl mottagna debutsamlingen Glöd.
Dikterna i Naket liv anknyter till det livsdyrkande uttrycket i Glöd men innehåller även flera dikter som Arbetare och Trappan som skildrar proletära miljöer. Trots det fick samlingen ett kallsinnigt mottagande i vänsterpressen, där framför allt Arnold Ljungdal i Folkets Dagblad var starkt kritisk. Ljungdal fann "tendenser till rent estetiskt ordmåleri" - en kritik som också återkom i flera andra recensioner - och anklagade Lundkvist för opportunism i "rädsla att mista den borgerliga kritikens gunst".
Om boken skrev Lundkvist i sin självbiografi Självporträtt av en drömmare med öppna ögon: "Dikterna i Naket livet kom till på kanske alltför kort tid, under trycket och föreställningen att det brådskade med den modernistiska poesins breddning och framryckning. Samlingen var kanske lite för medvetet expanderande, pliktskyldigt utbredande sig över motiv och material som tycktes utlovade eller krävdes av tiden: stadsliv, fabriker, arbetare, massrörelser. Det var en dikt där den målinriktade viljan betydde minst lika mycket som upptäckarlusten och formuleringsdriften. Det antyddes, mer eller mindre riktigt, att jag inte stod i något djupare förhållande till detta slags dikter. Men jag hade en känsla av att de måste skrivas och att jag var ett instrument för att göra det."